# Национальная академия наук Казахстана
Национальная академия наук Республики Казахстан при Президенте Республики Казахстан (НАН РК; каз. Қазақстан Республикасының Президенті жанындағы Қазақстан Республикасының Ұлттық Ғылым академиясы) — казахстанский центр фундаментальной науки, высшая научная организация Республики Казахстан. Центральный офис находится в городе Алма-Ата.
Академия наук была основана 1 июня 1946 года на базе Казахского филиала Академии наук СССР.

## История Академии

### Предыстория
Территория Казахстана начала изучаться Академическими экспедициями в XVIII веке.
В середине 1920-х годов был организован академический центр Наркомпроса Казакской АССР.
В 1925 году в городе Алма-Ата открылся первый санитарно-бактериологический институт.

#### Казахская база Академии наук СССР
Президиумом Академии наук СССР по ходатайству правительства Казахской АССР было принято решение об организации Казахстанской базы в городе Алма-Ате. В состав новой организации, созданной в том же году, вошли зоологический и ботанический секторы.
Руководители:
- 1926 — Ферсман, Александр Евгеньевич — общее научное руководство Казакстанской экспедицией АН СССР, при Особом комитете по исследованию союзных и автономных республик                (ОКИСАР) АН СССР
- 1932 — [уточнить] Казахская база Академии наук СССР
- 1934 — Самойлович, Александр Николаевич (Институт востоковедения АН СССР) — председатель

#### Казахский филиал Академии наук СССР
Казахская база в 1938 году была преобразована в Казахский филиал Академии наук СССР (КазФАН СССР), в котором перед началом Великой Отечественной войны работали 100 научных сотрудников, в том числе 3 доктора и 14 кандидатов наук.
Вот уже к началу 1940-х годов в республике работали 12 вузов, 11 научно-исследовательских и проектно-технологических организаций, 2 проектных института, 2 сельскохозяйственных опытных станции, 6 заводских научно-исследовательских и конструкторских подразделений, ботанический сад и зоологический парк в городе Алма-Ата.
Председатели Казахского филиала АН СССР, по году назначения:
- 1938 — Архангельский, Андрей Дмитриевич (Институт геологических наук АН СССР)
- 1941 — Григорьев, Иосиф Фёдорович (Институт геологических наук АН СССР)

### Академия наук Казахской ССР
31 мая 1946 года приняли постановление «Об учреждении Академии наук Казахской ССР».
1 июня 1946 года Совет Министров КазССР из числа кандидатов, выдвинутых научно-исследовательскими учреждениями и высшими учебными заведениями Казахской ССР (76 докторов наук и
заслуженных деятелей науки) и утвердил первый состав Академии.:
- действительные члены — академики (14 учёных): М. О. Ауэзов, А. Б. Бектуров, И. Г. Галузо, М. И. Горяев, А. К. Жубанов, Н. Г. Кассин, С. К. Кенесбаев, Н. В. Павлов, М. П. Русаков, К. И. Сатпаев, Н. Т. Сауранбаев, Г. А. Тихов, В. Г. Фесенков, С. В. Юшков.
  - Почётные члены: И. П. Бардин, С. И. Вавилов и В. А. Обручев.
- члены-корреспонденты (16 учёных): Х. К. Аветисян, Н. У. Базанов, А. И. Безсонов, С. Н. Боголюбский, Р. А. Борукаев, А. В. Бричкин, А. М. Габбасов, Х. Д. Джумалиев, А. Х. Маргулан, А. Ж. Машанов, К. М. Мынбаев, А. П. Полосухин, В. И. Смирнов, А. Н. Сызганов, Г. Н. Удинцев, М. И. Усанович.

Первым президентом Академии наук Казахстана был избран академик К. И. Сатпаев.

### Национальная академия наук Казахстана
В начале 1990-х годов, из-за сокращения финансирований науки, численность научных специалистов уменьшилось более чем в 3 раза.
В 1996 году указом президента Казахстана Национальная академия наук, Казахская академия сельскохозяйственных наук и Министерство науки и новых технологий Республики Казахстан объединились в центральный исполнительный орган в составе Правительства Республики Казахстан — «Министерство науки — Национальная Академия наук РК».
В 1999 году Академия наук была отделена от министерства, при этом все академические институты остались в составе министерства.
В 2003 году в Республике Казахстан научные исследования и разработки выполняли 267 организаций.
Среди специалистов-исследователей 942 работника имеют учёную степень доктора, 2688 — кандидата наук.
В 2022 году Национальной академии наук возвращен государственный статус. Об этом заявил Президент Республики Казахстан Касым‑Жомарт Токаев, выступая 1 июня 2022 года на юбилейной сессии Национальной Академии наук, посвященной 75‑летию организации: «- Академия должна стать центром научной мысли и авторитетной структурой, осуществляющей экспертную деятельность. Нам крайне важно повысить её роль. В связи с этим Академии будет присвоен государственный статус…».
Таким образом, Постановлением Правительства Республики Казахстан от 14 декабря 2022 года № 1003 было создано некоммерческое акционерное общество «Национальная академия наук Республики Казахстан» со стопроцентным участием государства в уставном капитале.
27 марта 2023 года Указом Президента Республики Казахстан № 152 «О некоторых вопросах Национальной академии наук Республики Казахстан» некоммерческое акционерное общество «Национальная академия наук Республики Казахстан» было переименовано в некоммерческое акционерное общество «Национальная академия наук Республики Казахстан» при Президенте Республики Казахстан.
Постановлением Правительства Республики Казахстан от 11 апреля 2023 года № 281 Правительство Республики Казахстан постановило переименовать некоммерческое акционерное общество «Национальная академия наук Республики Казахстан» в некоммерческое акционерное общество «Национальная академия наук Республики Казахстан» при Президенте Республики Казахстан.
В Алматы 27 марта 2025 года состоялось общее собрание республиканского общественного объединения "Национальная академия наук Республики Казахстан" (РОО "НАН РК"), на котором было принято единогласное решение о ее самоликвидации. Таким образом, в Казахстане осталась только одна академия наук. 

### Национальная академия наук при Президенте (с 2024 года)
Миссия
Миссией Национальной академии наук при Президенте Республики Казахстан (далее — Академия) Академии является объединение ведущих ученых Республики Казахстан в целях (i) проведения научных и аналитических исследований для решения стратегически важных проблем экономики и общества, (ii) определения приоритетных направлений развития науки в Республике Казахстан и (iii) участия в разработке и реализации государственной политики в научно-технической и других сферах на основе объективных, научно обоснованных данных.
Видение
Академия стремится стать автономной, наиболее авторитетной научной организацией ведущих ученых Республики Казахстан:
1. обладающей собственной базой данных по широкому спектру аспектов научного и научно-технического развития Республики Казахстан, а также эффективными инструментами для сбора и анализа соответствующей информации;
2. оперативно и качественно предоставляющей поддержку в решении актуальных вопросов научного, научно-технического, социального и экономического развития Республики Казахстан;
3. постоянно и конструктивно взаимодействующей с потребителями результатов научной, научно-технической деятельности в Республике Казахстан;
4. продуктивно, взаимовыгодно взаимодействующей с ведущими в мире объединениями ученых, научными центрами и исследовательскими университетами и активно использующей указанные взаимосвязи для доступа к передовым знаниям и компетенциям;
5. в оптимальные сроки, с использованием всех имеющихся у Академии ресурсов, реализующей междисциплинарные научно-технические программы с целью решения наиболее актуальных, стратегически важных задач, стоящих перед Республикой Казахстан.

Принципы (ценности)
В своей деятельности, Академия опирается на следующие принципы:
1. Справедливость, заключающаяся в (i) равном доступе к членству в Академии для всех ученых в соответствии с установленными критериями и процедурами, (ii) равных условиях доступа к ресурсам Академии для всех её членов и (iii) исключении любой дискриминации в данном вопросе.
2. Автономность, заключающаяся в (i) самостоятельном утверждении всех внутренних процедур, в том числе касающихся принятия в члены Академии и исключения членов из Академии, (ii) самостоятельном распределении ресурсов Академии исходя из поставленных перед Академией задач и (iii) исключении любого необоснованного давления на принимаемые Академией решения, как внутри Академии, так и со стороны внешних источников.
3. Объективность, заключающаяся в использовании при выработке решений исключительно научно-обоснованных, доказанных на основе научных методов фактов.
4. Профессионализм, заключающийся в качественном, своевременном и комплексном подходе к решению каждой поставленной перед Академией задачи с привлечением членов Академии и других субъектов, обладающих необходимыми знаниями, навыками и опытом.
5. Эффективность, заключающаяся в поиске оптимальных решений с учётом имеющихся ресурсов, на основе минимизации затрат и максимизации выгоды.

## Здание Академии наук

Главный корпус академии

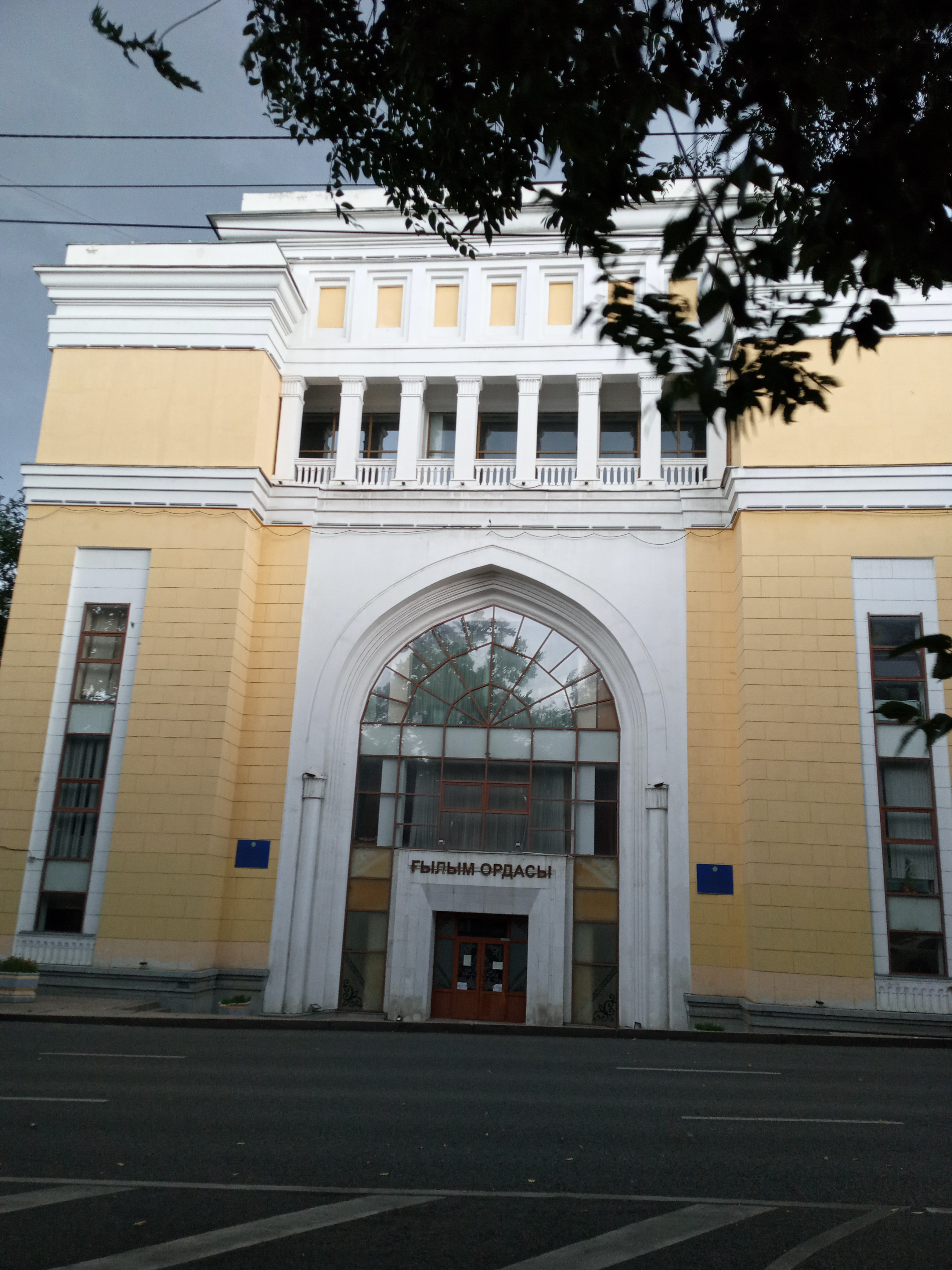
Задняя сторона «Ғылым ордасы» (ставка Науки), расположенная напротив главному зданию Академии наук Казахстана. Тут расположены институты философии, политологии, религиоведении, языкознания (А. Байтурсынулы), археологии (А. Маргулан), истории и этнографии (Ш. Уалихан). Главный задний вход.

Здание Академии наук является памятником истории и культуры и охраняется государством с 26 Января 1982 г. постановлением СМ КазССР N1.
В 1946 году после образования республиканской академии наук, выдающемуся архитектору- академику А. В. Щусеву (автору мавзолея Ленину в Москве) поступило предложение заняться проектированием этого сооружения. В закладке здания, уже 1947 году приняли участие интеллигенция — видные партийные деятели, ученые и писатели — К. И. Сатпаев, Н. Д. Ундасынов, Г. В. Нечитайло, М. О. Ауэзов.

### Архитектура
Здание Академии наук трехэтажное и «Ш» образной формы. Архитектурное творение состоит из шести павильонов, разделенных антисейсмическими швами, стены которых выполнены из железобетонных рам, с кирпичным заполнением. Цоколь здания и стилобат облицованы серым гранитом. Комплекс сооружений занимает территорию улиц Пушкина, Шевченко, Кунаева и Курмангазы.
В архитектуре здания были использованы классические мотивы и элементы национального казахского зодчества. Здание является доминантой в сформированном вокруг него градостроительном ансамбле. Центральный вход выстроен по принципу азиатского портала — пештака, имеющего насыщенный декор, который сочетает национальные и классические детали. В отделке интерьера присутствует мрамор, дерево, гипсовые орнаментальные детали, декоративные росписи панно на потолке. Сюжетная флорентийская мозаика из полудрагоценных камней Казахстана украшает стену Большого конференц-зала на втором этаже. Зимний сад пестрит произведениями монументального искусства на темы казахской истории, витражами — перегородками из цветного литого стекла и фресками. Здание академии имеет трёхосевую композицию: монумент, портал и два примыкающих к нему корпуса. Плоскости стен средних корпусов и боковых фасадов выполнены в виде больших ордеров с пилястрами и капителями. В оформлении ордеров были использованы стилизованные мотивы народных орнаментов и растений. В 1979 году рядом со зданием был разбит сквер и установлен фонтан «Восточный календарь» (архитектор — В. З. Кацев, скульпторы — В. С. Твердохлебов, А. Б. Татаринов).
Авторы проекта и даты возведения:
- 1951—1954 — архитектор А. В. Щусев (главный корпус Академии)
- 1981 — к зданию пристроен корпус с южной стороны «Дом ученых». Архитекторы В. Я. Экк, М. Павлов, А. Б. Ордабаев.

В 2010 году в комплексе зданий академии наук разместился научный центр «Гылым ордасы», в состав которого вошли четыре музея — музей природы Казахстана, музей археологии Казахстана, музей редких книг и музей истории казахстанской науки; а также Центральная научная библиотека. В этом же здании расположен и Мемориальный музей Сатпаева.

## Президенты Академии
С основания в 1946 году президент академии выбирался общим собранием Академии Наук.
По году избрания:
- 1946 — Сатпаев, Каныш Имантаевич (геология)
- 1952 — Кунаев, Динмухамед Ахмедович (металлургия)
- 1955 — Сатпаев, Каныш Имантаевич (геология)
- 1964 — Чокин, Шафик Чокинович (энергетика)
- 1967 — Есенов, Шахмардан Есенович (геология)
- 1974 — Кунаев, Аскар Минлиахмедович (металлургия)
- 1986 — Мурат Айтхожин (биология)
- 1988 — Султангазин, Умирзак Махмутович (математика)
- 1994 — Сагадиев, Кенжегали Абенович (экономика).

С 1996 года президент академии назначается указом президента Республики Казахстан.
По году назначения:
- 1996 — Школьник, Владимир Сергеевич (ядерная физика)
- 1999 — Айтхожина, Нагима Абеновна (биология)
- 2002 — Даукеев, Серикбек Жусупбекович (геология)
- 2003 — Журинов, Мурат Журинович (химия)
- 2023 — Закарья, Кунсулу Дальтоновна (биология)
- 2024 — Куришбаев, Ахылбек Кажигулович (сельское хозяйство).

## Структура
С конца 1980-х годов до 1999 года в структуру Академии наук входило 5 отделений (по областям науки) и 1 региональное отделение АН:
Отделение физико-математических наук
- Институт ядерной физики
- Институт физики высоких энергий
- Институт теоретической и прикладной математики
- Астрофизический институт имени Фесенкова
  - Обсерватория Каменское плато
  - Обсерватория Ассы-Тургень
  - Тянь-Шанская астрономическая обсерватория
- Институт ионосферы
- Физико-технический институт
- Институт механики и машиностроения
- Институт космических исследований
- Институт проблем информатики и управления

Отделение наук о Земле
- Институт геологических наук им. К.Сатпаева
- Институт гидрогеологии и геоэкологии имени У. М. Ахмедсафина
- Институт сейсмологии
- Институт горного дела
- Институт географии

Отделение химико-технологических наук
- Институт металлургии и обогащения
- Институт химических наук имени А. Б. Бектурова
- Институт органического катализа и электрохимии наук имени Д. В. Сокольского
- Институт химии нефти и природных солей.

Отделение биологических наук
- Институт общей генетики и цитологии
- Институт почвоведения
- Институт ботаники
- Институт зоологии
- Институт микробиологии и вирусологии
- Институт экспериментальной биологии
- Институт физиологии
- Институт молекулярной биологии и биохимии имени М. Айтхожина
- Алматинский ботанический сад
- Научный центр региональных проблем питания.

Отделение общественных наук
- Институт философии
- Институт государства и права
- Институт экономики
- Институт истории и этнологии им. Ч. Ч. Валиханова
- Институт литературы и искусства имени М. О. Ауэзова
- Институт языкознания имени Байтурсынова
- Институт востоковедения имени Р. Б. Сулейменова
- Институт археологии имени А. Х. Маргулана
- Центр внешней экономики.

Центрально-Казахстанское отделение в Караганде
- Химико-металлургический институт
- Институт органического синтеза и углехимии
- Институт физиологии и гигиены труда
- Институт прикладной математики
- Институт проблем комплексного освоения недр

## Памятник Чокану Валиханову
Памятник учёному-этнографу Чокану Валиханову (1835—1865) высотой 8 метров был установлен в 1969 году и ориентирован на фасад здания Президиума Национальной Академии наук Республики Казахстан. Скульптором монумента выступил Х. Наурзбаев, а архитектором Ш. Валиханов, за что были удостоены Государственной премии Казахской ССР 1972 года.
Фигура учёного отлита в бронзе, постамент выполнен из полированного черного мрамора габбро. В оформлении тыльной стороны постамента использованы казахский национальный орнамент и рисунки Ч. Валиханова. Боковые стороны выложены орнаментированными плитками. Архитектурное решение площади, на которой расположен монумент, торжественно-приподнятое. Подход к памятнику выложен архалетским плитняком. На лицевой стороне постамента расположен текст: «Шоқан Уəлиханов».
По обе стороны от монумента расположены два водных зеркала, образованных фонтанными комплексами. Монумент обрамлён цветочными насаждениями и тянь-шанскими елями.
В 1979 году памятник был внесён в реестр памятников истории и культуры местного значения Алма-Аты, а в 1982 году в список памятников Казахской ССР республиканского значения.

## Премия имени Шокана Уалиханова
В 1966 году Академия наук Казахстана учредила премию им. Ш. Уалиханова, которая присуждалась за выдающиеся достижения в области общественных и географических наук и в области изобразительного искусства и архитектуры.